# Kocioł odzysknicowy
Kocioł odzysknicowy (albo kocioł odzyskowy) – wytwornica pary odzyskująca ciepło z czynnika o stosunkowo wysokiej temperaturze. Ciepło to służy do wytworzenia pary wodnej przegrzanej w obiegu turbiny parowej, a w układach prostych byłoby wyrzucane do otoczenia, stanowiąc stratę wylotową. Podstawowe zastosowanie kotła odzysknicowego polega na połączeniu (technicznie i termodynamicznie) obiegów turbiny gazowej i turbiny parowej w układach gazowo-parowych, gdzie służy do wytworzenia pary kosztem energii cieplnej spalin opuszczających turbinę gazową.
W skład kotła odzysknicowego wchodzą:
- podgrzewacz wody,
- parownik z walczakiem,
- przegrzewacz pary,
- dodatkowe wymienniki ciepła (odzyskujące ciepło spalin opuszczających podgrzewacz wody),
- urządzeń pomocniczych (np. pompy obiegowe).

Wymiana ciepła między spalinami a wodą i parą wodną w najprostszym rozwiązaniu konstrukcyjnym kotła odzysknicowego nie jest optymalna i prowadzi do stosunkowo dużych strat egzergii. Aby straty te zmniejszyć (lepiej wykorzystać ciepło spalin) stosuje się 
dwa lub trzy obiegi o różnych ciśnieniach czynnika (nisko-, średnio- i wysokociśnieniowy). Każdy z tych obiegów składa się z podgrzewacza wody, parownika, i przegrzewacza pary.
Niekiedy wewnątrz kotła odzysknicowego montowane są urządzenia do odazotowania spalin (usuwania tlenków azotu) ze spalin.